# Lucerna (roślina)

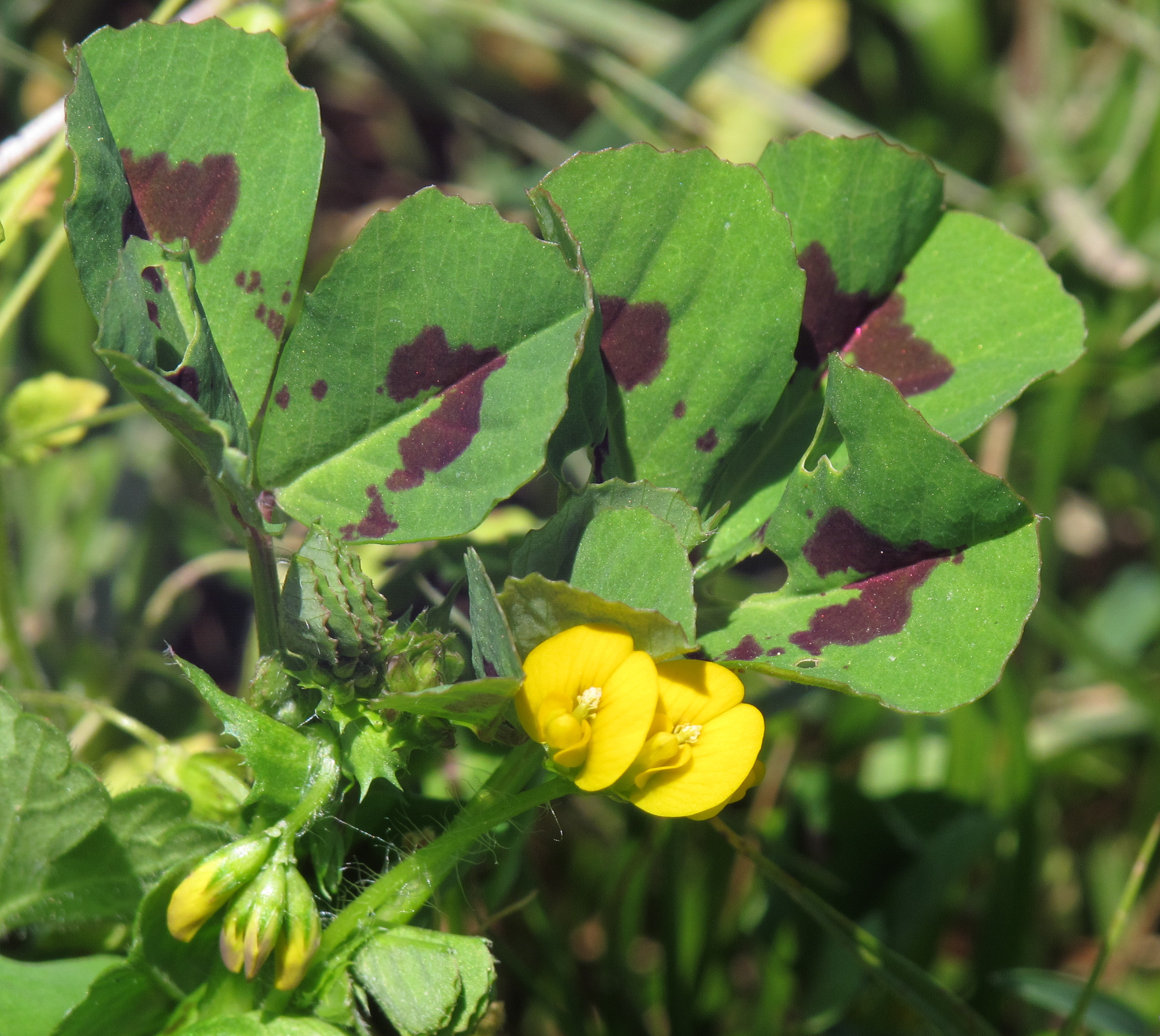
Medicago arabica

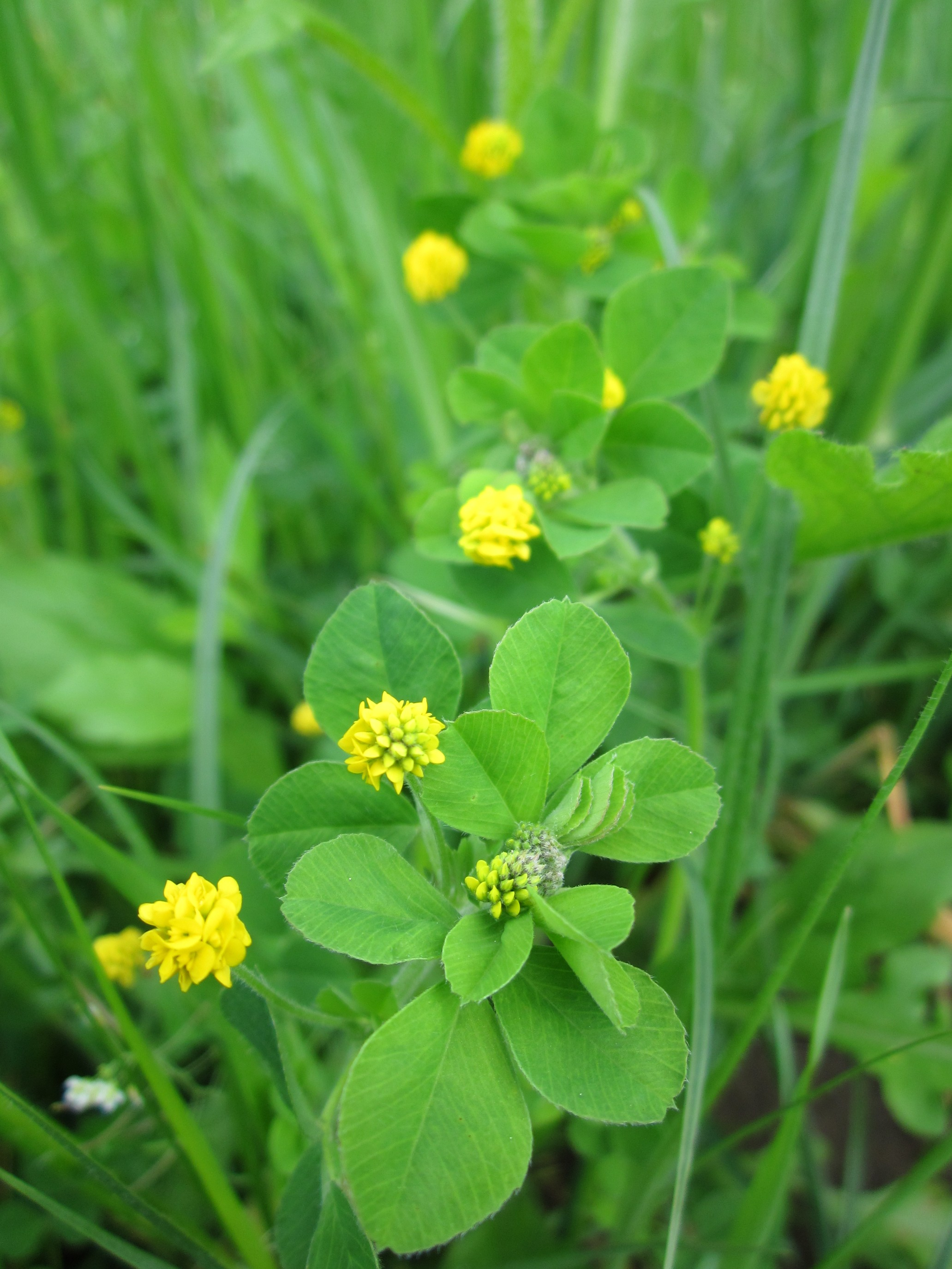
Lucerna nerkowata

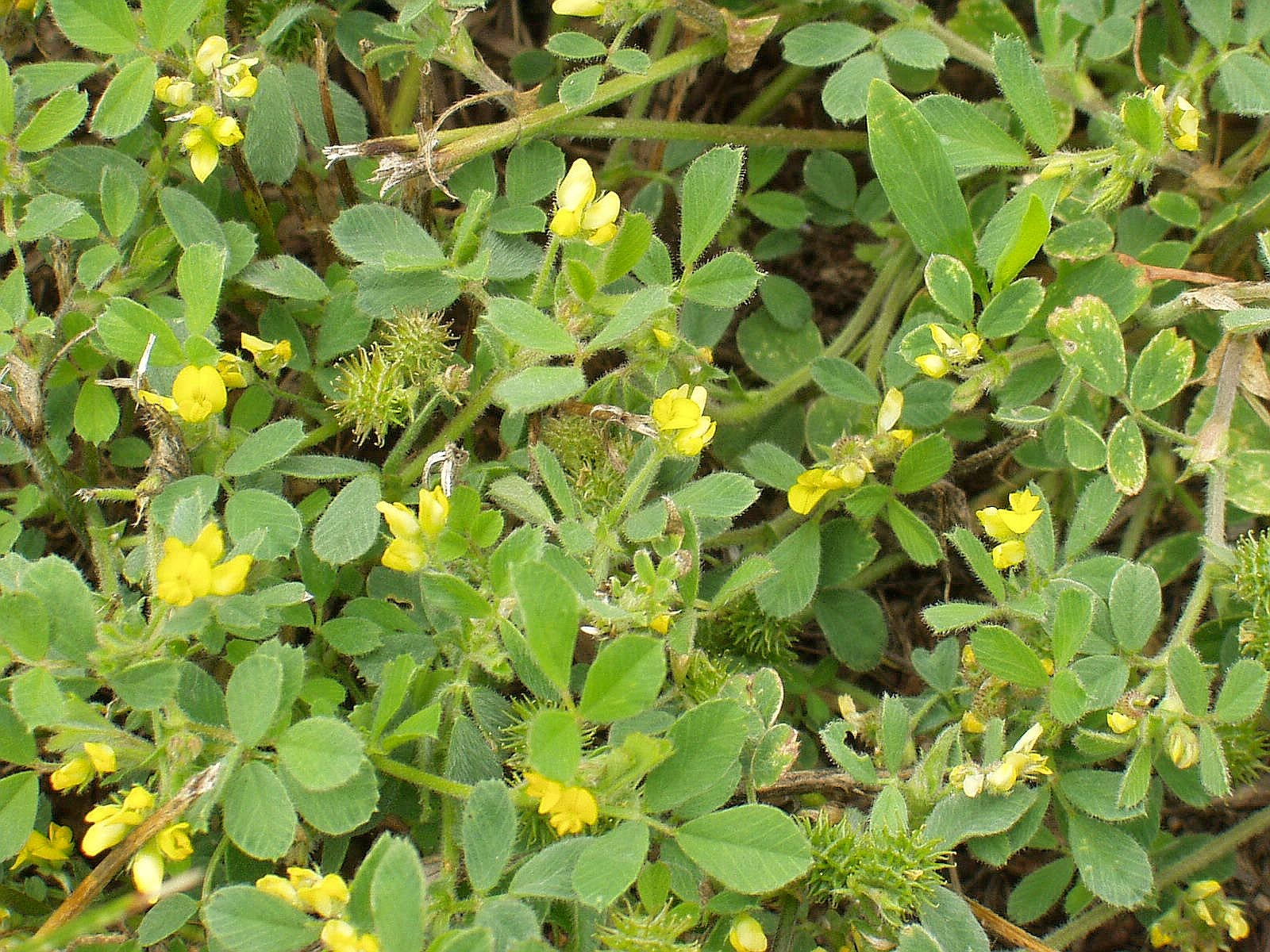
Lucerna kolczastostrąkowa

Lucerna (Medicago L.) – rodzaj roślin jednorocznych, dwuletnich lub bylin z rodziny bobowatych. Należy tu ok. 90 gatunków. Rośliny te występują na wszystkich kontynentach Starego Świata. Niektóre gatunki są cennymi roślinami pastewnymi, które uprawiane są z przeznaczeniem na zielonkę, paszę, susz, siano lub kiszonkę. 

## Rozmieszczenie geograficzne
Przedstawiciele rodzaju występują w centralnej i południowo-zachodniej Azji, w Europie i Afryce, największe zróżnicowanie osiągając w rejonie Morza Śródziemnego.
W Polsce jako gatunki rodzime rosną trzy:
Pierwsza nazwa naukowa według listy krajowej, druga – obowiązująca według bazy taksonomicznej Plants of the World online (jeśli jest inna)
- lucerna kolczastostrąkowa Medicago minima (L.) L. ≡ Medicago minima (L.) Bartal.
- lucerna nerkowata Medicago lupulina L.
- lucerna sierpowata Medicago falcata L.

Jako gatunki zadomowione lub przejściowo dziczejące w Polsce rosną:
Pierwsza nazwa naukowa według listy krajowej, druga – obowiązująca według bazy taksonomicznej Plants of the World online (jeśli jest inna)
- lucerna sztywna Medicago rigidula (L.) All. – efemerofit
- lucerna plamista Medicago arabica (L.) Huds. – efemerofit
- lucerna błękitna Medicago caerulea Less. ed Ledeb. ≡Medicago lessingii Fisch. & C.A.Mey. ex Kar. – efemerofit
- lucerna splątana Medicago intertexta (L.) Mill. – efemerofit
- lucerna zmiennokształtna, l. wielokształtna Medicago polymorpha L. – efemerofit
- lucerna wczesna Medicago praecox DC. – efemerofit
- lucerna siewna Medicago sativa L. – antropofit zadomowiony
- lucerna gwieździsta Medicago scutellata (L.) Mill. – efemerofit
- lucerna pośrednia, l. piaskowa Medicago × varia Martyn – antropofit zadomowiony

## Morfologia

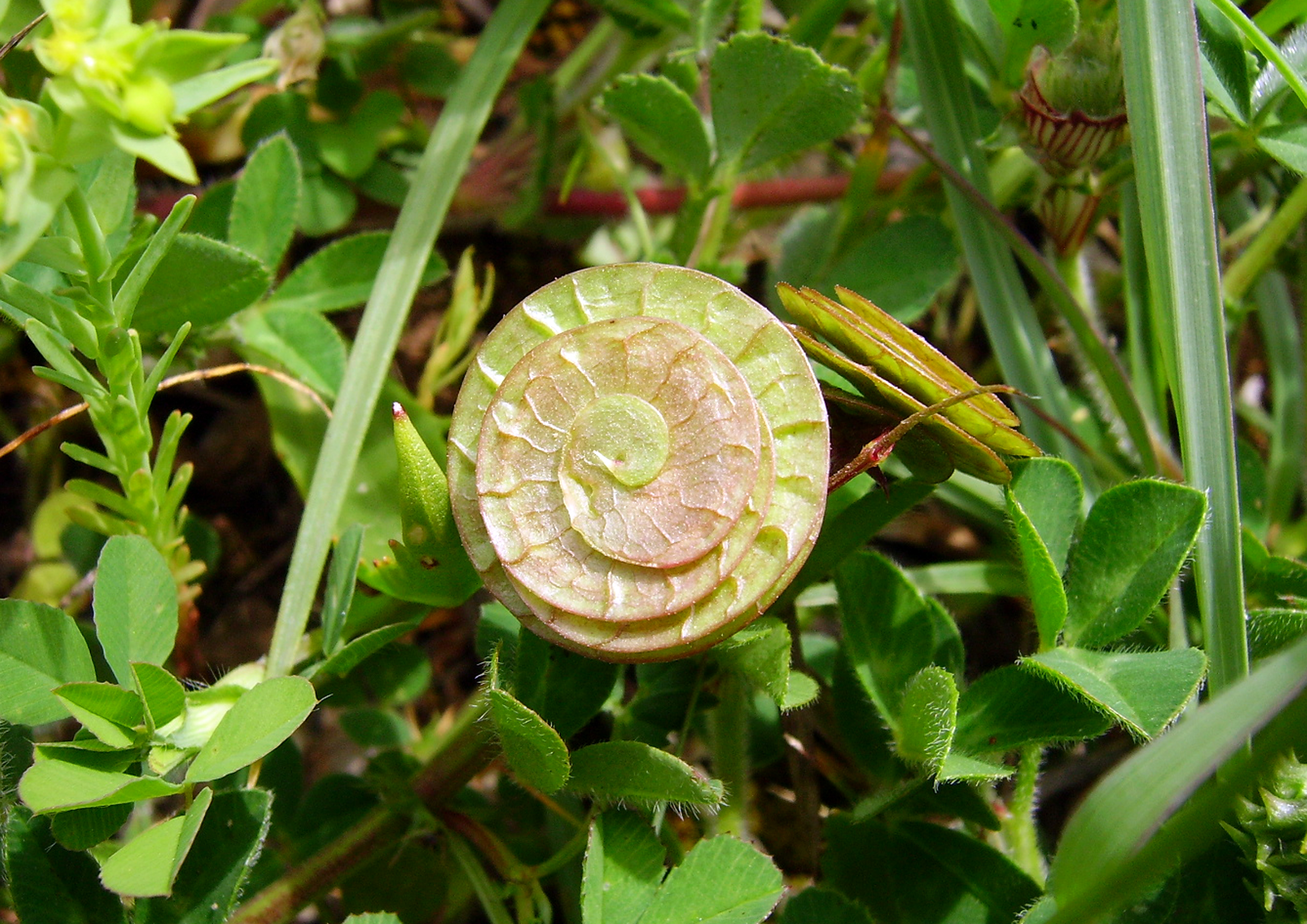
Owoc Medicago orbicularis

PokrójRośliny jednoroczne lub byliny, rzadko krzewy (M. arborea osiągająca 2 m wysokości).
LiścieZłożone z trzech listków z przylistkami przyrośniętymi do ogonka liściowego. Listki ząbkowane, z nerwami sięgającymi końców ząbków.
KwiatyMotylkowe, wyrastają z kątów liści w gęstych, wielokwiatowych główkach. Przysadki drobne i szybko odpadające. Działki kielicha w liczbie 5, mniej więcej równej długości. Płatki korony zwykle żółte, rzadziej purpurowe. Żagielek owalny, zwykle odgięty. Skrzydełka i łódeczka z haczykowatymi przydatkami tworzącymi mechanizm gwałtownie otwierający kwiat podczas zapylania. Słupek z jedną, górną zalążnią zawierającą liczne zalążki. 10 pręcików, z których dziewięć zrośniętych jest nitkami tworząc rurkę, jeden pręcik zaś jest wolny.
OwoceŚcieśnione strąki, skręcone lub proste, na powierzchni siatkowato żyłkowane lub kolczaste. Nasiona drobne, nerkowate, gładkie lub szorstkie.

## Systematyka
Pozycja systematyczna rodzaju według APweb (aktualizowany system APG IV z 2016)
Jeden z rodzajów podrodziny bobowatych właściwych Faboideae w rzędzie bobowatych Fabaceae s.l. W obrębie podrodziny należy do plemienia Trifolieae.
Pozycja systematyczna rodzaju według systemu Reveala (1993–1999)
Gromada okrytonasienne (Magnoliophyta Cronquist), podgromada Magnoliophytina Frohne & U. Jensen ex Reveal, klasa Rosopsida Batsch, podklasa różowe (Rosidae Takht.), nadrząd Fabanae R. Dahlgren ex Reveal, rząd bobowce (Fabales Bromhead), rodzina bobowate (Fabaceae Lindl.), rodzaj lucerna (Medicago L.).
Wykaz gatunków
- Medicago arabica (L.) Huds. – lucerna plamista
- Medicago arborea L.
- Medicago archiducis-nicolai Širj.
- Medicago arenicola (Hub.-Mor.) E.Small
- Medicago astroites (Fisch. & C.A.Mey.) Trautv.
- Medicago biflora (Griseb.) E.Small
- Medicago × blancheana Boiss.
- Medicago bonarotiana Arcang.
- Medicago brachycarpa Fisch. ex M.Bieb.
- Medicago × canariensis Benth.
- Medicago cancellata M.Bieb.
- Medicago carica (Hub.-Mor.) E.Small
- Medicago carstiensis Wulfen – lucerna karyncka
- Medicago × casellasii P.Monts.
- Medicago ciliaris (L.) All.
- Medicago constricta Durieu
- Medicago coronata (L.) Bartal.
- Medicago crassipes (Boiss.) E.Small
- Medicago cretacea M.Bieb. – lucerna kreteńska
- Medicago daghestanica Rupr. ex Boiss.
- Medicago disciformis DC.
- Medicago doliata Carmign.
- Medicago edgeworthii Širj.
- Medicago falcata L. – lucerna sierpowata
- Medicago fischeriana (Ser.) Trautv.
- Medicago globosa C.Presl
- Medicago granadensis Willd.
- Medicago halophila (Boiss.) E.Small
- Medicago heldreichii E.Small
- Medicago heyniana Greuter
- Medicago huberi E.Small
- Medicago hybrida (Pourr.) Trautv.
- Medicago hypogaea E.Small
- Medicago intertexta (L.) Mill. – lucerna splątana, l. spleciona
- Medicago isthmocarpa (Boiss. & Balansa) E.Small
- Medicago laciniata (L.) Mill.
- Medicago lanigera C.Winkl. & B.Fedtsch.
- Medicago laxispira Heyn
- Medicago lessingii Fisch. & C.A.Mey. ex Kar. – lucerna błękitna
- Medicago littoralis Rohde ex Loisel.
- Medicago lupulina L. – lucerna nerkowata
- Medicago makranica Heyn
- Medicago marina L.
- Medicago medicaginoides (Retz.) E.Small
- Medicago minima (L.) Bartal. – lucerna kolczastostrąkowa
- Medicago × mixta Sennholz
- Medicago monantha (C.A.Mey.) Trautv.
- Medicago monspeliaca (L.) Trautv.
- Medicago murex Willd.
- Medicago muricoleptis Tineo
- Medicago noeana Boiss.
- Medicago orbicularis (L.) Bartal.
- Medicago orthoceras (Kar. & Kir.) Trautv.
- Medicago ovalis (Boiss.) Urb.
- Medicago pamphylica (Hub.-Mor. & Širj.) E.Small
- Medicago papillosa Boiss.
- Medicago persica (Boiss.) E.Small
- Medicago phrygia (Boiss. & Balansa) E.Small
- Medicago pironae Vis.
- Medicago platycarpos (L.) Trautv.
- Medicago plicata (Boiss.) Širj.
- Medicago polyceratia (L.) Sauvages ex Trautv.
- Medicago polymorpha L. – lucerna zmiennokształtna, l. wielokształtna
- Medicago popovii (Korovin) Širj.
- Medicago praecox DC. – lucerna wczesna
- Medicago prostrata Jacq.
- Medicago radiata L.
- Medicago retrorsa (Boiss.) E.Small
- Medicago rhodopea Velen.
- Medicago rhytidiocarpa (Boiss. & Balansa) E.Small
- Medicago rigida (Boiss. & Balansa) E.Small
- Medicago rigidula (L.) All. – lucerna sztywna
- Medicago rigiduloides E.Small
- Medicago rostrata (Boiss. & Balansa) E.Small
- Medicago rotata Boiss.
- Medicago rugosa Desr.
- Medicago rupestris M.Bieb.
- Medicago ruthenica (L.) Trautv.
- Medicago × sabulensis H.Lév.
- Medicago sativa L. – lucerna siewna
- Medicago sauvagei Nègre
- Medicago saxatilis M.Bieb.
- Medicago scutellata (L.) Mill. – lucerna gwieździsta, l. tarczkowata
- Medicago secundiflora Durieu
- Medicago shepardii Post ex Boiss.
- Medicago sinskiae Uljanova
- Medicago soleirolii Duby
- Medicago sphaerocarpos Bertol.
- Medicago suffruticosa Ramond ex DC.
- Medicago syriaca E.Small
- Medicago tenoreana Ser.
- Medicago tetraprostrata J.S.Erikss. & B.E.Pfeil
- Medicago tornata (L.) Mill.
- Medicago truncatula Gaertn.
- Medicago turbinata (L.) All.
- Medicago × varia Martyn – lucerna pośrednia, l. piaskowa